# ジャック・ケッチ

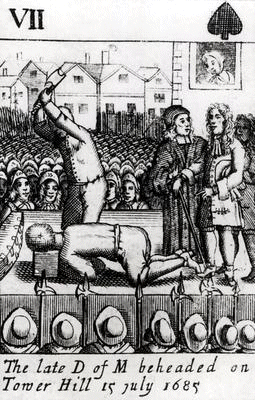
モンマス公の処刑を執行するケッチ

ジャック・ケッチ（英語: Jack Ketch, 生年不明 - 1686年）は、イギリス（イングランド）の死刑執行人である。
イギリスでは死刑執行人の代名詞と言われるほど広く知られているが、その手際は非常に不器用で残酷だったと伝えられており、1683年7月21日にライハウス陰謀事件で処刑となったウィリアム・ラッセル卿の処刑時には斧の一撃による斬首に失敗し、成功するまで何度も振るったという。なお、ラッセルは後年に冤罪とされ、名誉が回復されている。
1685年7月15日にモンマス公ジェイムズ・スコットの処刑を行った際にも同様の斬首に失敗し、続いて斧を何度も振るうが首は落ちず、モンマスは首の肉をそぎ落とされた状態でのた打ち回ったという。最終的には斧ではなくナイフで首を落としたが、あまりの不首尾により、見物していた群集から罵声を浴びた。
彼の奇妙で残酷な処刑方法のために、英語でジャック・ケッチの名前は死、悪魔、そして死刑執行人全般の婉曲表現として使われています。
23年間に渡って死刑執行人を務めていたが、詳しい素性や生い立ちは記録が残っていない。しかし、処刑が行われるたびにケッチの名前はイギリスの新聞などのメディアを賑わせたため、広く知られるようになった。
1686年に死亡したと伝えられている。